# Chimaphila maculata
Chimaphila maculata là một loài thực vật có hoa trong họ Thạch nam. Loài này được (L.) Pursh mô tả khoa học đầu tiên năm 1813.

## Hình ảnh

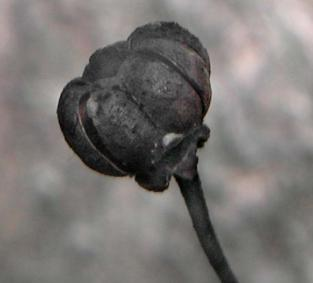
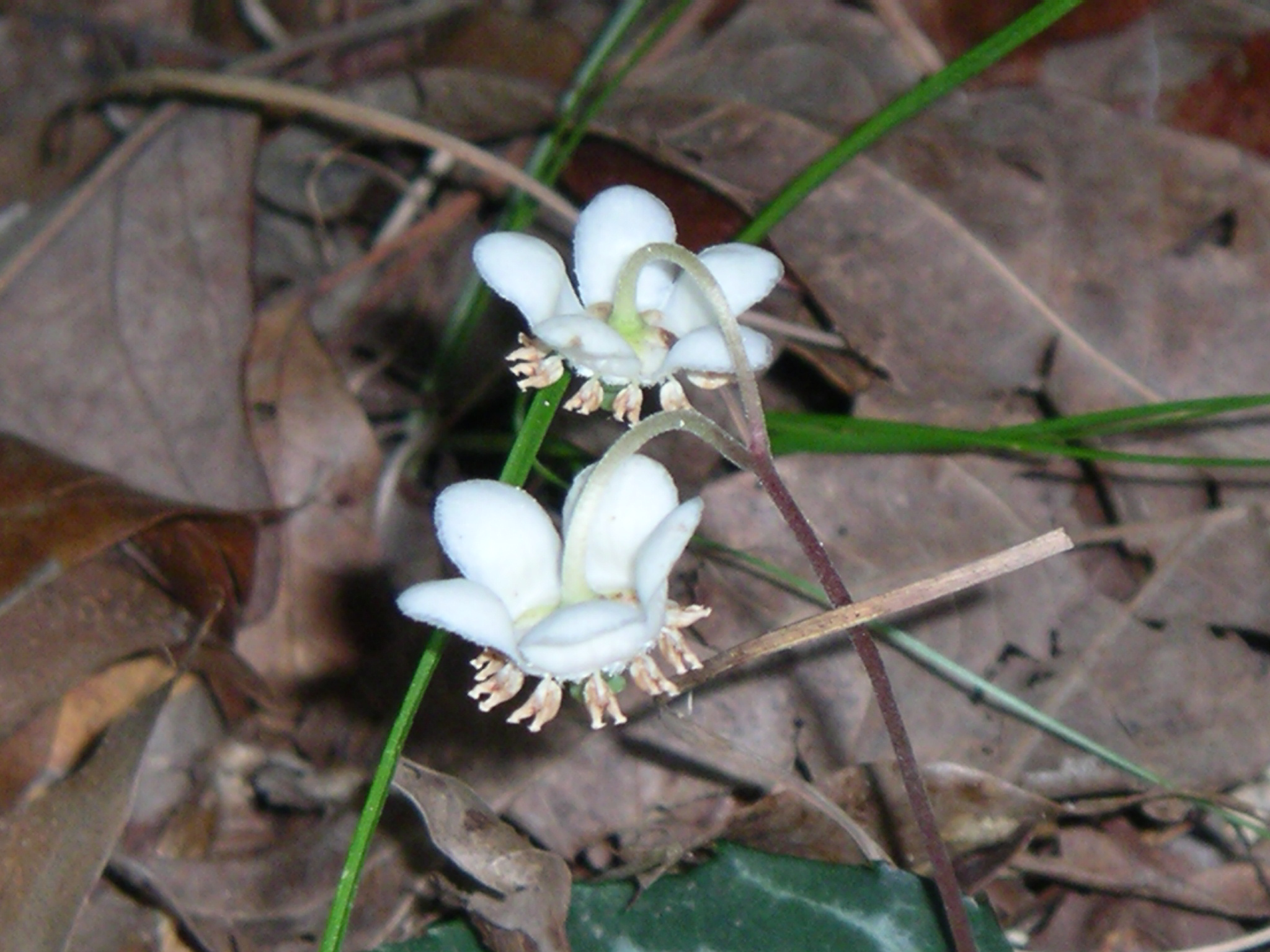
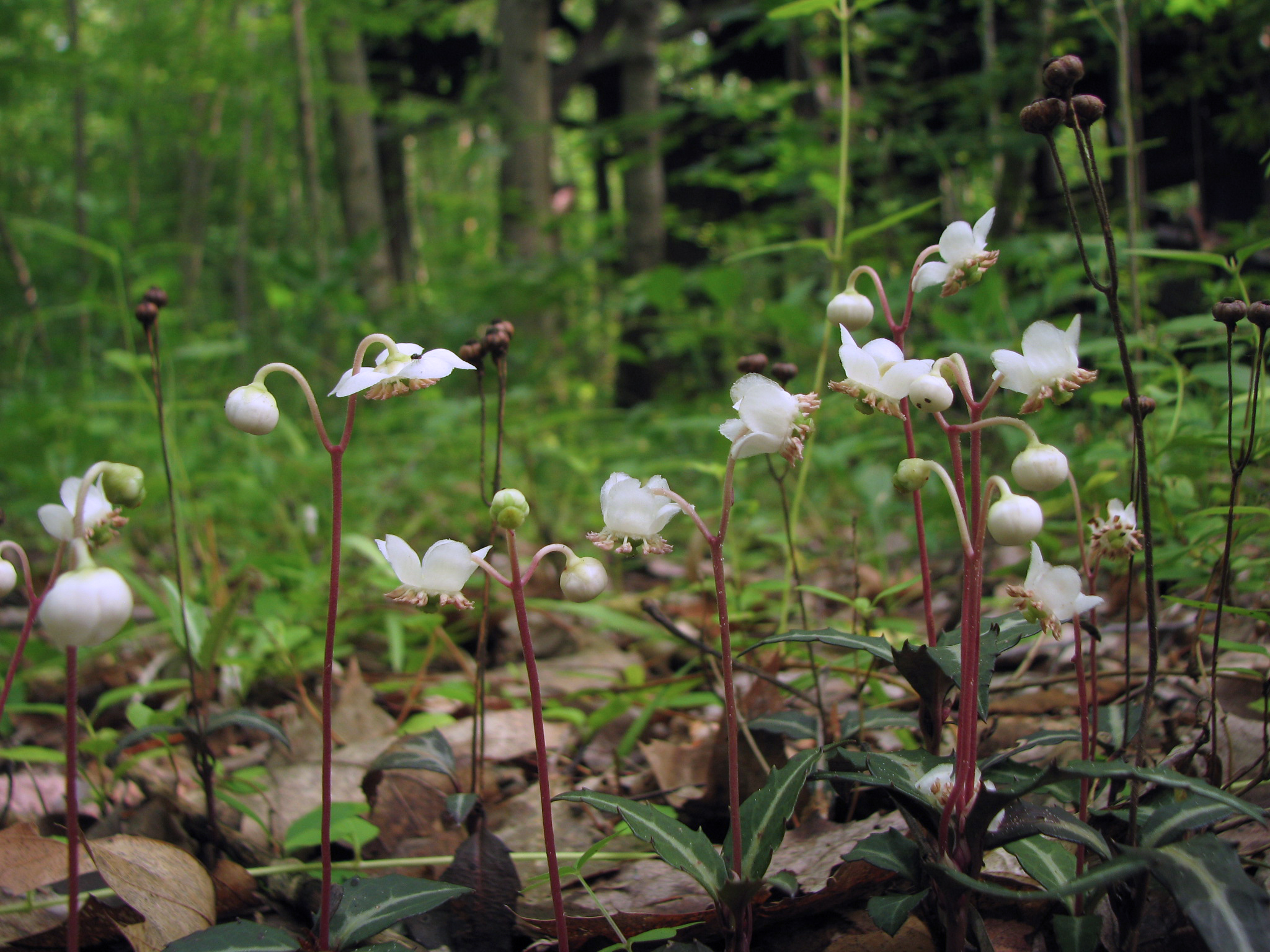
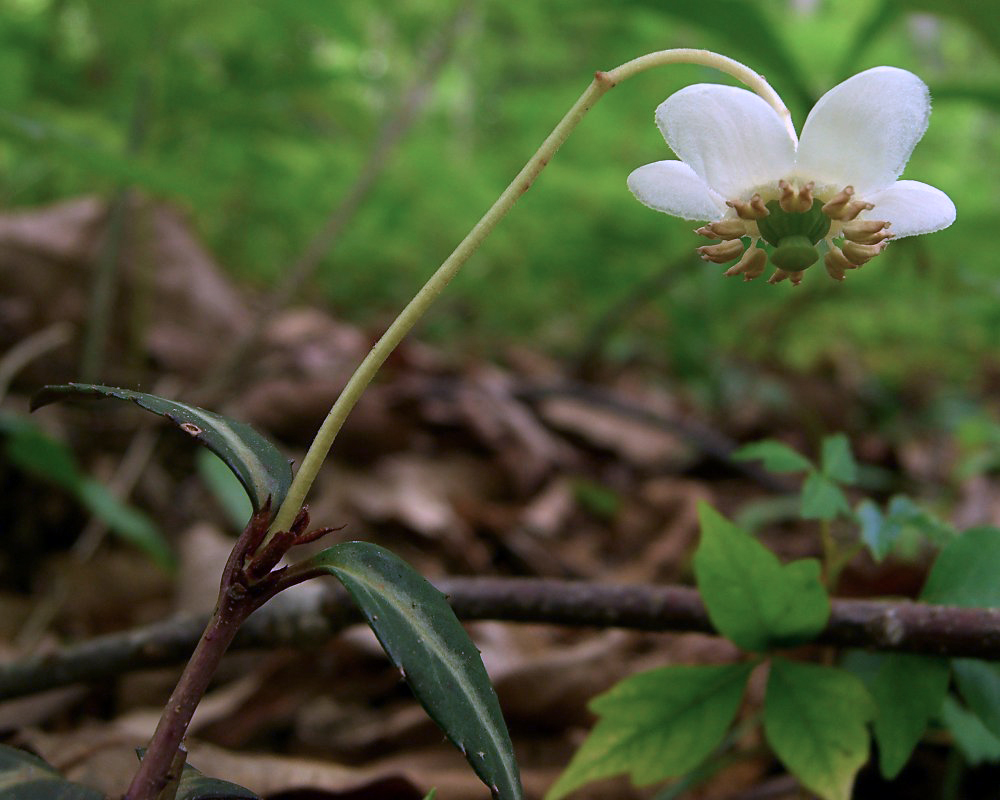